# Mose Zacuto
Mose Zacuto (auch Mosche Sachut, Mose Zachut etc.; * um 1610 in Amsterdam; † 1697 in Mantua) war ein jüdischer Dichter und Kabbalist.

## Leben
Zacuto wurde in Amsterdam geboren, zog dann mit seiner Familie nach Hamburg und ging später alleine nach Posen, wo er die Kabbala studierte. Von ca. 1645 bis 1673 lebte er in Venedig, bevor er nach Mantua zog. Dort blieb er fast 25 Jahre bis zu seinem Tod. Er war Rabbi und Dichter und wurde einer der führenden Kabbalisten seiner Zeit.
Er verfasste unter anderem die Werke tofte aruch („Die Hölle ist bereit“, Dante-Nachahmung), Mysterium und jessod olam („Fundament der Welt“, Drama, eines der ersten hebräischen Dramen).